# Барбора Стрицова
Барбора Стрицова (чеш. Barbora Záhlavová-Strýcová; Плзењ, 28. март 1986) чешка је тенисерка. Тенис игра професионално од 2003. године. Освојила је два WTA и девет ITF турнира у појединачној конкуренцији, док је у игри парова освојила 27 WTA и 10 ITF турнира. Најбољи резултат у појединачној конкуренцији на гренд слем турнирима јој је полуфинале 2019. на Вимблдону. Док је била у браку са бившим тенисером Јакубом Херном Захлавом наступала је под именом Барбора Захлавова Стрицова, развела се 2015. године. Освојила је Вимблдон 2019. године у конкуренцији парова са Сје Су-веј из Кинеског Тајпеха.